# An Open Letter to NYC
" An Open Letter to NYC " est une chanson du groupe de hip hop américain Beastie Boys. Il est sorti en novembre 2004 chez Capitol Records en tant que quatrième et dernier single de leur sixième album studio, To the 5 Boroughs (2004). Les paroles de la chanson parlent de l'affection du groupe pour leur ville natale, New York.

## Composition
Les textes font allusion aux attentats terroristes du 11 septembre, mais laissent également entendre qu'il existe des failles plus profondes dans le système, que les gens doivent reconnaître, et nécessitent de s'unir en tant que communauté, sous peine de souffrir dans son ensemble. La chanson échantillonne " Sonic Reducer " de The Dead Boys et présente également un bref échantillon de " New York's My Home" de Robert Goulet. L'échantillon Goulet a été retiré de la version Solid Gold Hits de la chanson.

## Réception et charts
Le single est entré et a culminé au numéro 38 sur le UK Singles Chart. La chanson a été utilisée lors du générique d' ouverture d' un épisode de Taxicab Confessions de HBO, et est également incluse dans le jeu vidéo NBA Street V3. Le groupe a interprété la chanson en direct lors des MTV Europe Music Awards 2004, le 18 novembre 2004 à l'hippodrome Tor di Valle, à Rome.

## Liste des pistes

### vinyle 12"
- Capitol — 7243 8 16523 1 2 [2]

| 1. | An Open Letter to NYC   | 4:18 |
| 2. | MTL Reppin' for the 514 | 3:01 |

| 1. | An Open Letter to NYC (Instrumental) | 4:13 |
| 2. | An Open Letter to NYC (A cappella)   | 3:19 |

### CD
- Capitol — 6189572, EMI / Parlophone — 70876 19857 2 8 [3]

| No | Titre                                    | Durée |
| -- | ---------------------------------------- | ----- |
| 1. | An Open Letter to NYC (Andy Wallace Mix) | 4:02  |
| 2. | An Open Letter to NYC                    | 4:22  |
| 3. | An Open Letter to NYC (A cappella)       | 3:19  |
| 4. | An Open Letter to NYC (Instrumental)     | 4:13  |

## Charts
| Chart (2004)        | Peak position |
| ------------------- | ------------- |
| Dutch Singles Chart | 17            |
| UK Singles Chart    | 38            |

## Dans la culture populaire
Dans le pilote de Succession, Kendall Roy est introduit en chantant la chanson au casque.